# Halicyclops sinensis
Halicyclops sinensis – gatunek widłonoga z rodziny Halicyclopidae. Nazwa naukowa tych skorupiaków została opublikowana w 1928 roku przez niemieckiego zoologa Friedricha Kiefera.